# Martinický palác (Loretánská ulice)
Martinický palác v Loretánské ulici je dvoupatrová barokní budova stojící v Praze 1 - Hradčanech, v Loretánské ulici č. 181/4.

## Popis
Samostatně stojící rozlehlý palácový objekt se nachází na nárožním pozemku. Hlavní budova je symetrická, dvoupatrová, s průčelím obráceným do Loretánské ulice. Přízemí je vodorovně rýhované, v jeho středu je portál. Nad portálem vystupuje balkon podepřený předsazenými sloupy. Nad druhým patrem je střední štítové patro a dva postranní vikýře. Prostor za palácem je zčásti ohraničený a zčásti rozdělený křídly budovy na jednotlivé dvory a zahradu.
Po převzetí budovy vojenským erárem byly zrušeny sály v hlavní budově i v severním bočním křídle. Dispozice ve všech křídlech byla změněna vložením příček a chodbových traktů. Do prostoru zahrady byly vestavěny dva další objekty.

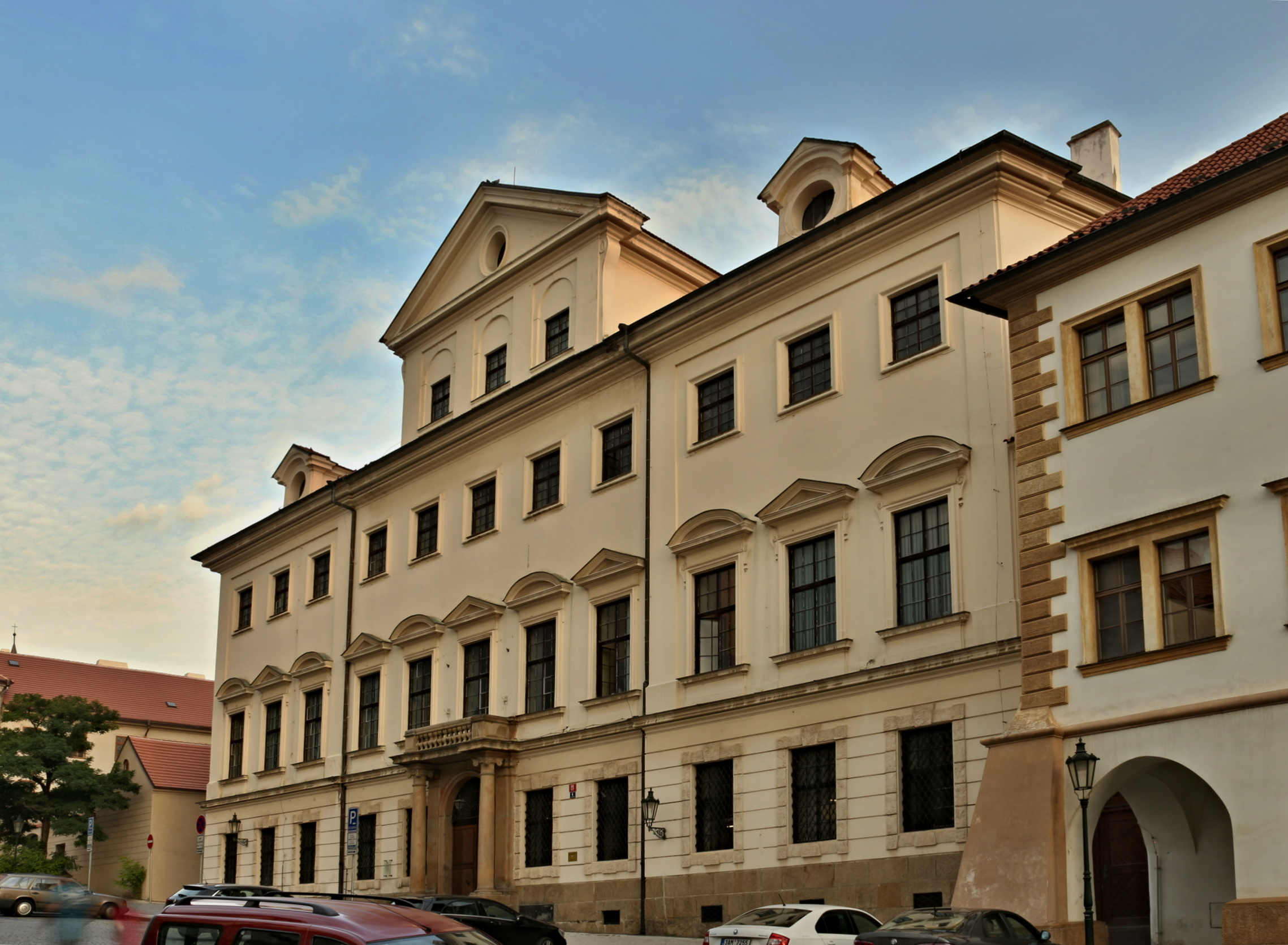
Průčelí Martinického paláce

## Historie
Od roku 1629 do roku 1658 Maxmilián Valentin hrabě Bořita z Martinic postupně získal celý pozemek pro objekt budoucího paláce a nechal ho vložit do desek zemských. Na pozemku stály různé nesourodé stavby, které nechal zbourat císařský vyslanec v Římě Jiří Ignác hrabě Bořita z Martinic. V době jeho diplomatického působení v Římě se dostal do kontaktu s předním římským architektem Carlem Fontanou, jenž pro vyslance vypracoval projekt na nový pražský reprezentační palác.
Stavba paláce probíhala od roku 1701 do roku 1704, projekt byl v průběhu realizace pozměněn. Nový palác byl hlavním pražským sídlem Martiniců až do vymření rodu po meči roku 1789.
Palác připadl dědičce Marii Anně Martinicové, která se téhož roku provdala za Karla Josefa hraběte Clama. Palác byl nadále v majetku rodu Clam-Martiniců do roku 1837, kdy byl prodán vojenskému eráru pro zřízení špitálu.
Od 50. let 20. století jsou zde kasárna pro Hradní stráž. Vojenské správě objekt slouží do současné doby.